# Myrsellus
Myrsellus is een kevergeslacht uit de familie van de boktorren (Cerambycidae). De wetenschappelijke naam van het geslacht werd voor het eerst geldig gepubliceerd in 1945 door McKeown.

## Soorten
Myrsellus is monotypisch en omvat slechts de volgende soort:
- Myrsellus unicolor (Lacordaire, 1868)